# لژیون (مارول کامیکس)
لژیون (به انگلیسی: Legion) با نام کامل دیوید چارلز هالر (به انگلیسی: David Charles Haller)، یک شخصیت خیالی در کتاب‌های کامیک منتشر شده توسط مارول کامیکس است، که توسط کریس کلیرمونت نویسنده و بیل سینکیویچ طراح خلق شده است و برای اولین بار در شمارهٔ ۲۵ جهش‌یافته‌های جدید در مارس ۱۹۸۵ حضور پیدا کرد. لژیون یک جهش‌یافته سطح امگا محسوب می‌شود و پسر پروفسور چارلز اگزاویه و گابریل هالر است. او نقش یک ضدقهرمان و بیمار شدید روانی از جمله اختلال تجزیه هویت را در داستان ایفا می‌کند، که با هر یک از شخصیت‌هایش، یکی از چندین ابرقدرت‌هایش را کنترل می‌کند.
دن استیونز نقش دیوید هالر را در مجموعه تلویزیونی شبکهٔ اف‌ایکس با عنوان لژیون ایفا کرده است.